# Республиканский лыжный комплекс им. Р. Сметаниной
«Республиканский лыжный комплекс имени Раисы Сметаниной» — лыжный комплекс для подготовки лыжников-гонщиков, является местом ежегодного проведения чемпионатов по лыжным гонкам. Расположен в селе Выльгорт, в 7 км от города Сыктывкара.
Комплекс назван именем советской и российской лыжницы Раисы Сметаниной, 4-кратной олимпийской чемпионки, 7-кратной чемпионки мира, многократной чемпионки СССР, заслуженного мастера спорта СССР.

## Состав комплекса
- лыжный стадион;
- лыжные и лыжероллерные трассы (суммарной протяженностью 43 километра. Четыре лыжные трассы соответствуют международным стандартам и имеют сертификат FIS);
- биатлонное стрельбище;
- трибуны на 300 мест;
- тренажерный и спортивный залы;
- павильон участников соревнований;
- гостиничный комплекс «Олимпиец» с коттеджным поселком[1]

## Кубок мира по лыжным гонкам среди ветеранов 2015
Соревнования проходили с 14 по 20 марта 2015 года и включали в себя гонки свободным ходом, гонки классическим стилем, эстафеты 4х5 км.